# الأخوة الأعداء (فلم)
الأخوة الأعداء فيلم مصري من إنتاج عام 1974، مأخوذ عن الرواية الروسية الشهيرة «الإخوة كارامازوف» للكاتب الروسي فيودور دوستويفسكي.

## قصة الفيلم
تدور أحداث الفيلم حول أب لديه 4 أبناء، ولكنه لا يحبهم ولا يحب كل منهم الآخر، علاقتهم ببعض عادية لا يشوبها إلا المصلحة، ولكنها تصل إلى قمة العداء بين الأب واحد أبنائه لخلافاتهم المادية، والأب دائم السهر ويصرف أمواله على الراقصة لولا، التي يحاول الابن أن يصل إليها ليحذرها من الاهتمام بأبيه، ولكنه يقع في حبها، مما يزيد من الكراهية، بين الأب وابنه ولذلك يعرض الأب على لولا أن تحضر عنده البيت مقابل 3 آلاف جنيه ويهدد الابن أباه أمام الجميع بقتله إذا حضرت إليه، ويستغل حمزة، أحد الموجودين بالمنزل، والذي يعلم أنه ابن من أبناء الرجل، ولكنه ينكره فيستغل الموقف ويقتل الأب، ويُتهم توفيق بالجريمة ويحاول شقيقه شوقى إثبات براءته عن طريق اعتراف حمزة له، ولكنه لا يستطيع اثبات ذلك لان حمزه يشنق نفسه ويموت حتى لا يخرج توفيق براءه وعليه يحكم على توفيق بالإعدام امام ذهول الجميع.

## طاقم التمثيل

### بطولة
- نادية لطفي
- يحيى شاهين
- نور الشريف
- حسين فهمي
- محيي إسماعيل
- سمير صبري
- ميرفت أمين
- شويكار
- عماد حمدي
- عبد الوارث عسر
- إدمون تويما
- صالح الإسكندراني
- محمد الرملي
- هانم محمد
- حلمي هلالي

### ضيوف الفيلم
- صلاح ذو الفقار
- أحمد مظهر

## روابط خارجية
- مقالات تستعمل روابط فنية بلا صلة مع ويكي بيانات